# Tempoal
Tempoal är en kommun i Mexiko.   Den ligger i delstaten Veracruz, i den sydöstra delen av landet, 250 km norr om huvudstaden Mexico City. Antalet invånare är 33 107. Arean är 1 487 kvadratkilometer.
Terrängen i Tempoal är huvudsakligen platt, men åt sydväst är den kuperad.
Följande samhällen finns i Tempoal:
- Tempoal de Sánchez
- Potrero Horcón
- El Hule Nuevo
- San Isidro
- El Cantarito
- El Aguacate
- Rancho Nuevo
- La Cueva del Tigre
- Alto del Ojite
- El Pescado
- La Central
- Loma del Gallo
- La Puente
- Los Cúes
- Santiago Sánchez
- El Ranchito
- Tancheche
- La Reforma
- Zapotalito
- El Chijol
- Campo Viejo
- Zapotalito
- Congregación Armadillo
- Dos Rayas
- El Mirador
- El Armadillo
- El Armadillo
- Alto de Vega Rica
- El Maguey
- Las Chacas
- Manantiales
- La Campana
- El Basuche
- El Tule
- Agua Nueva